# Chotyniwka (obwód czernihowski)
Chotyniwka (ukr. Хотинівка) – wieś na Ukrainie, w obwodzie czernihowskim, w rejonie niżyńskim, w hromadzie Mryn. W 2018 liczyła 564 mieszkańców.